# Walter Brun
Pour les articles homonymes, voir Brun.
Walter Anton Brun, né le 20 octobre 1942 à Escholzmatt,, dans le sud-ouest du canton suisse de Lucerne, est un ancien pilote automobile, directeur sportif et propriétaire de deux anciennes écuries de courses automobiles : Brun Motorsport GmbH, engagée en Endurance et championne du monde des voitures de sport 1986, puis Eurobrun Racing, engagée en Formule 1.

## Biographie

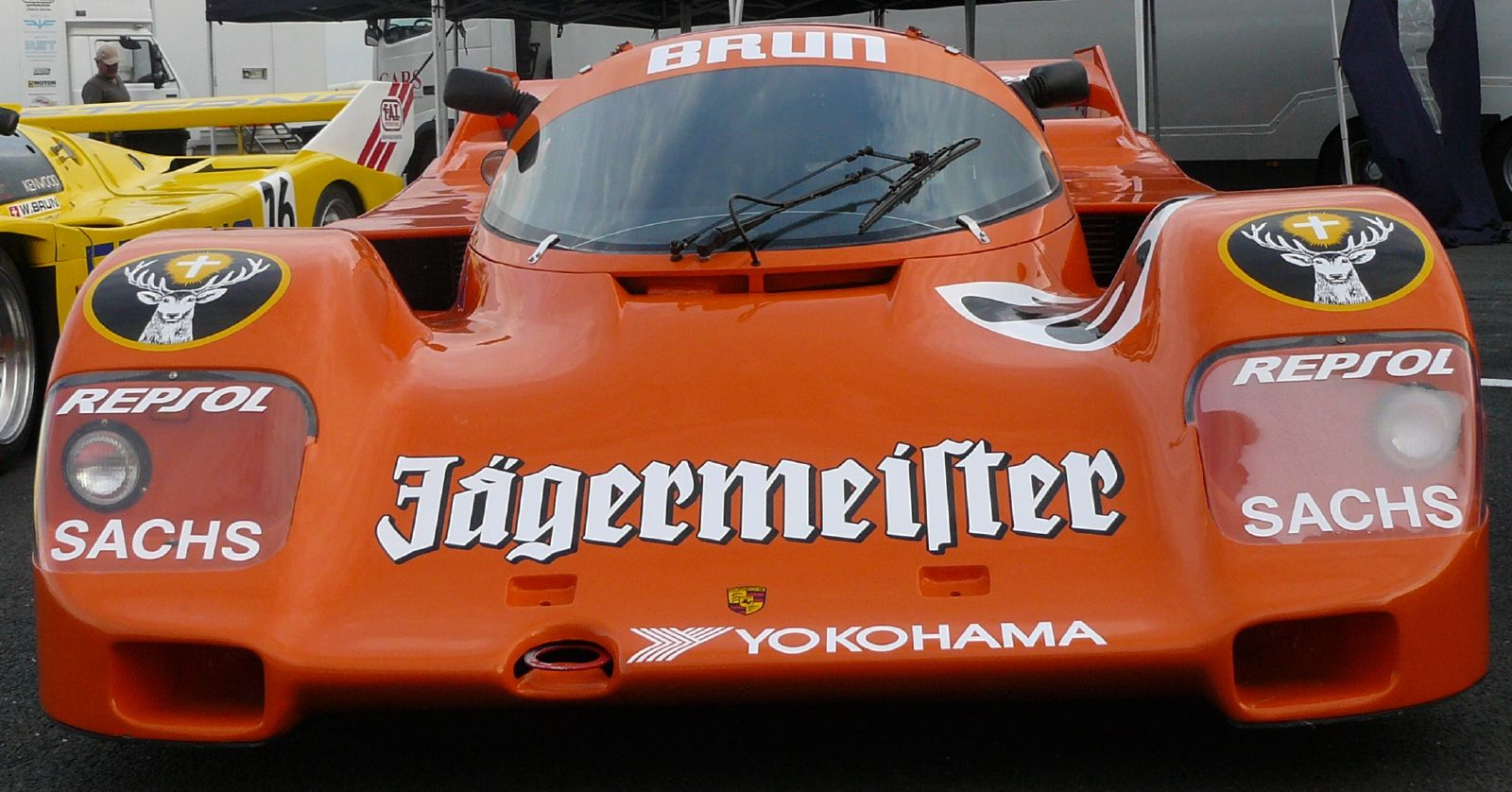
Porsche 962 de l'écurie Brun

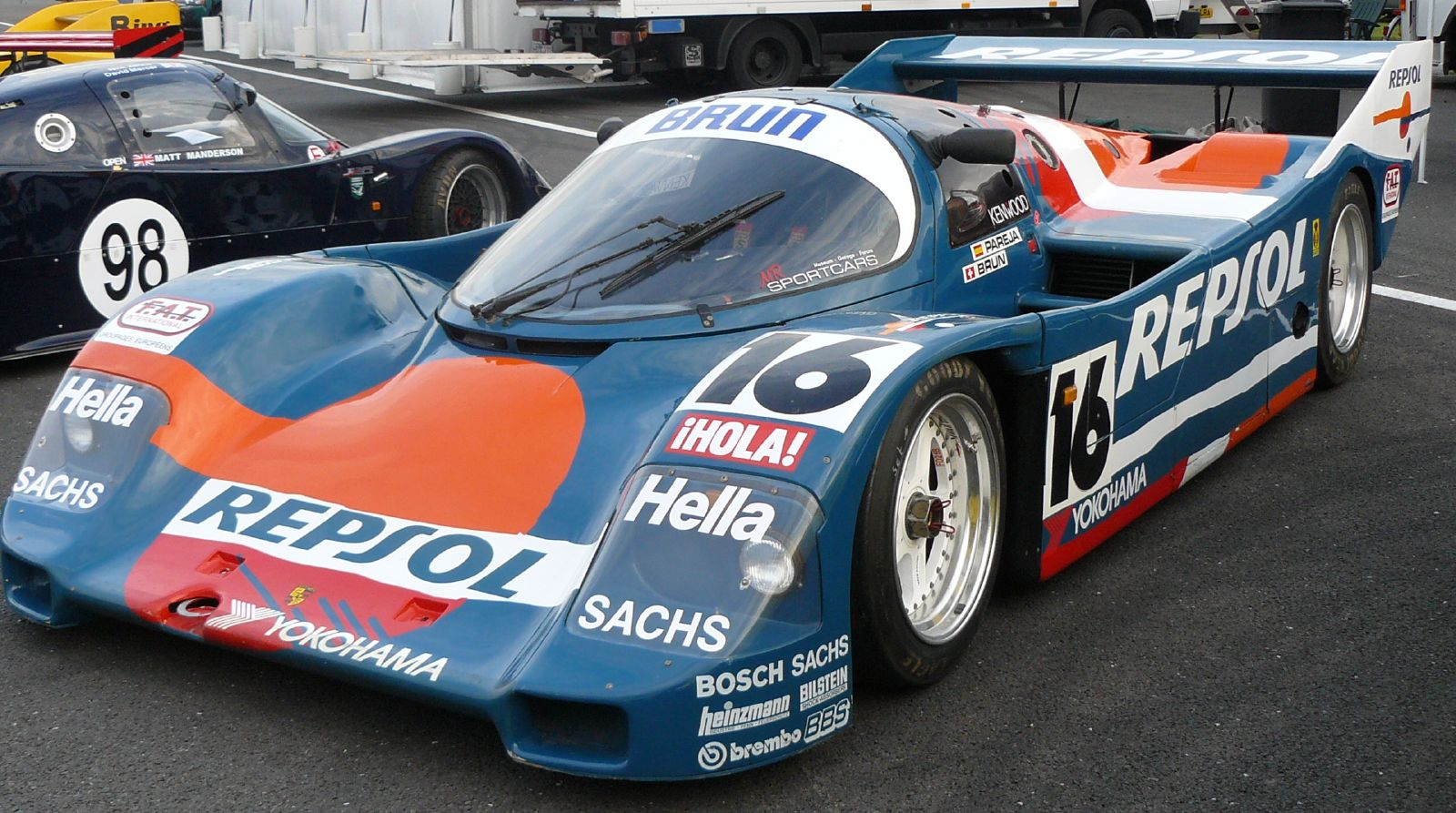
Porsche 962 de Repsol-Brun

Walter Brun, passionné de course automobile, devient champion d'Europe de la montagne catégorie voitures de série en 1971, sur BMW 2800 CS du Groupe 2.
Il passe en 1982 du statut de gentleman-driver à celui de directeur d'écurie, en fondant l'écurie Brun Motorsport Racing Team après le rachat de l'écurie GS-Team engagée en championnat BMW M1 Procar.
Après des débuts avec une BMW M1, Walter Brun s'engage en 1983 dans divers championnats d'endurance de voitures de sport avec des Porsche 956C « compétition-client ». Walter Brun remporte en août sa première victoire en coupe d'Europe Intersérie, puis, en septembre, le trio Walter Brun / Hans-Joachim Stuck / Harald Grohs termine quatrième des 1 000 kilomètres de Spa.
En 1984, l'équipe engage l'espoir allemand Stefan Bellof en Deutsche Rennsport Meisterschaft (DRM) qui remporte le championnat, avec trois victoires dont, en septembre, avec Hans-Joachim Stuck, les 1 000 kilomètres d'Imola, épreuve comptant également pour le championnat du monde.
La saison 1985 est tout aussi satisfaisante avec la sixième place du championnat du monde.
La saison 1986 est celle de la consécration : avec une seconde place au 24 Heures du Mans, une victoire au 1 000 kilomètres de Spa et une seconde place aux 1 000 kilomètres de Fuji, l'équipe remporte le titre de champion du monde des voitures de sport grâce notamment à Thierry Boutsen et Frank Jelinski.
En 1987, l'écurie se classe deuxième du championnat du monde, avec quatre podiums, dont trois d'Oscar Larrauri.
En 1988, Walter Brun, fort de son palmarès en Groupe C, décide de monter également une écurie de Formule 1, Eurobrun Racing, en association avec Giampaolo Pavanello. Brun engage deux voitures en championnat, pour Stefano Modena et Oscar Larrauri. Cette association ne fonctionne pas et la saison 1988 se résume à un énorme gâchis de compétences (dix Grands Prix disputés avec une onzième place au Grand Prix de Hongrie pour Stefano Modena comme meilleur résultat).
Walter Brun se sépare alors de son associé et retente l'aventure en Formule 1 en 1989. Il avait promis d'offrir sa chance à un de ses compatriotes si l'occasion se présentait : le Suisse Gregor Foitek issu de la Formule 3000 conduit donc la seule voiture engagée au championnat, mue par un moteur V8 Cosworth. Malgré les efforts de Foitek, qui ne sera que deux fois non-qualifié, la saison est une suite d'espoirs non concrétisés. 
En 1990, Brun tente encore une fois de marquer des points en Formule 1 mais commet un péché d'orgueil en engageant deux monoplaces pour Roberto Moreno et Claudio Langes alors qu'il ne dispose que d'un budget très limité. Il obtient pourtant l'assurance de disposer d'un nouveau moteur V12 baptisé Neotech. Brun fonde beaucoup d'espoir sur ce moteur élaboré par Rolf Peter Marlow, un ancien de Porsche et de BMW qui a conçu la première version du quatre cylindres turbo BMW. Marlow assure à Brun qu'il aura son bloc pour Imola, les Eurobrun débutent alors la saison avec un V8 Judd. Mais le Neotech ne verra jamais le jour (le projet ayant coulé faute d'argent) et les Eurobrun sont contraintes de disputer toute la saison avec un moteur V8, le Judd CV. Les résultats ne seront pas au rendez-vous et à l'issue de la saison européenne, Walter Brun préfère jeter l'éponge et faire l'impasse sur les coûteux déplacements au Japon et en Australie. La saison 1990 sera la dernière de son écurie en Formule 1.
Brun participe personnellement à quatorze reprises aux 24 Heures du Mans (simplement dépassé en nombre pour son pays par Claude Haldi), finissant quatrième en 1984 avec son écurie. Sa première apparition a lieu en 1971 (7e), et la dernière en 2003.